# Cold Spring Harbor (álbum de Billy Joel)
Cold Spring Harbor es el primer álbum de Billy Joel como solista, y fue lanzado en 1971. Anteriormente había tenido otros discos como miembro de otras bandas The Hassles y Attila, pero éste fue su primer esfuerzo como solista.

## Composición y grabación
Cold Spring Harbor toma su nombre de una aldea del mismo nombre en Huntington, Nueva York que se ubica en Long Island Sound, cerca del pueblo natal de Joel. La portada fue fotografiada en Harbor Road en el dicho lugar.
Su canción «Tomorrow is Today» vino de su período de depresión y hospitalización del año anterior, particularmente de una carta suicida que él hizo. Joel luego lanzó versiones en vivo de «She's Got a Way» y «Everybody Loves You Now» en su álbum Songs in the Attic de 1981, y como sencillos el año siguiente. La versión en vivo de «She's Got a Way» llegó al puesto 23 del Billboard Hot 100.

## Producción

### Masterizado
Debido a un error en el proceso de masterización del álbum, las canciones se reproducían ligeramente más rápidas, causando que la voz de Joel fuera anormalmente alta, por aproximadamente medio semitono más alto (Joel bromeó que sonaba más como una de Alvin y las ardillas que él mismo). De acuerdo a un extendido rumor, cuando Joel escuchó por primera vez el resultado final, él "lo arrancó del tornamesa, salió de su casa y lo tiró a la calle". Artie Ripp, propietario de Family Productions y por lo tanto el propietario de las cintas maestras, fue el responsable del error de producción y aquello le costó su amistad con Joel. Originalmente Joel firmó un contrato de 10 álbumes que despojó a Joel de todo derecho a las cintas originales y derechos de publicación de todas las canciones actuales y futuras.
Como parte de un acuerdo con Columbia Records para sacar a Joel de su contrato, Ripp aún pudo obtener regalías de las ventas de los álbumes de Joel (hasta The Bridge de 1986) después de la mordaz salida del artista de Family Productions. Ripp solo vendió los derechos de publicación de las canciones de Joel de vuelta a él después de una intensa presión por parte del presidente de CBS/Columbia Records Walter Yetnikoff, quién reclamó que tuvo que amenazarlo para terminar el trato.

### Remezcla
Entre julio y septiembre de 1983, Ripp y Larry Elliot remezclaron Cold Spring Harbor en los Fidelity Studios de Ripp en Studio City, Los Ángeles. El tono del álbum fue ajustado para hacer el tono vocal de Joel más maduro. Para mejorar el sonido del álbum, Ripp trajo a los músicos de sesión Mike McGee en batería, Al Campbell en sintetizadores, y L.D. Dixon en teclado Fender Rhodes, para sobregrabar nuevas secciones rítmicas en  «Everybody Loves You Now» y «Turn Around». En adición, «You Can Make Me Free» fue recortada por casi tres minutos (removiendo buena parte de la improvisación del final), y el bajo, batería y orquestación en «Tomorrow is Today» fueron removidos.
La remezcla fue lanzada por Columbia Records sin algún tipo de intervención por Joel. En una entrevista de 2011 por el actor Alec Baldwin, Joel dijo que a pesar de la remezcla, el álbum aún no es muy bueno.

## Lista de canciones
Todas las canciones por Billy Joel.
| N.º | Título                    | Duración (vinilo original) | Duración |  |
| 1.  | «She's Got a Way»         | 3:00                       | 2:50     |  |
| 2.  | «You Can Make Me Free»    | 6:05                       | 2:59     |  |
| 3.  | «Everybody Loves You Now» | 3:00                       | 2:49     |  |
| 4.  | «Why Judy Why»            | 3:05                       | 2:58     |  |
| 5.  | «Falling of the Rain»     | 2:46                       | 2:38     |  |
| 6.  | «Turn Around»             | 3:49                       | 3:06     |  |
| 7.  | «You Look So Good to Me»  | 2:42                       | 2:29     |  |
| 8.  | «Tomorrow is Today»       | 5:20                       | 4:40     |  |
| 9.  | «Nocturne»                | 2:48                       | 2:46     |  |
| 10. | «Got to Begin Again»      | 3:04                       | 2:52     |  |